# TV Brasil Esperança
TV Brasil Esperança (conhecida também como TVBE) é uma emissora de televisão brasileira sediada em Itajaí, Santa Catarina. Pertence à Fundação Cultural e Educacional de Itajaí e é afiliada à TV Brasil. Conta com uma estação própria em Joinville.